# Domenica lunatica
Domenica lunatica è un singolo del cantautore italiano Vasco Rossi, pubblicato nel 1989.

## Tracce
1. Domenica lunatica – 3:52 (Vasco Rossi)
2. Vivere senza te – 4:45 (Trevisi, Ferro, Rossi, Grifoni)